# روي بوينو نيتو
روي بوينو نيتو (بالبرتغالية: Ruy Bueno Neto‏) هو لاعب كرة قدم برازيلي في مركز الدفاع، ولد في 11 أبريل 1978 في بيلو هوريزونتي في البرازيل. لعب مع بوتافوغو ريغاتاس ودي.سي. يونايتد وغريميو بورتو أليغرينزي ونادي برازيليا ونادي غواراني ونادي فلومينينسي ونادي فيغورينسي ونادي كروزيرو ونادي ناوتيكو.

## وصلات خارجية
- روي بوينو نيتو على موقع Soccerway.com (الإنجليزية)